# Albert Rogat
Albert Rogat, né le 5 avril 1841 à Paris et mort le 26 décembre 1903 dans sa ville natale, est un journaliste français.

## Biographie
Né à Paris le 5 avril 1841, Albert-Armand-Marie Borel-Rogat est le fils d'Angéline-Marie Cotta et du médailleur Émile-Esther Rogat, dit Borel-Rogat (1799-1852). Élève boursier du lycée Napoléon, il y obtient un accessit en version latine en 1858.
Albert Rogat commence sa carrière de journaliste dans les dernières années du Second Empire. Entre 1865 et 1870, il signe du pseudonyme de « Covielle » la chronique parisienne du journal Le Nord . En 1868, après avoir rédigé entièrement une brochure hebdomadaire, Le Spectateur, qui cesse de paraître après le quatrième numéro, il fait partie de la rédaction de L’Événement d’Édouard Bauer et entre également à La Patrie.
Après la Guerre de 1870, Rogat collabore au Figaro puis entre au Pays, qui est alors l'un des principaux journaux bonapartistes. Travaillant sous la direction de son ami Paul de Cassagnac, c'est par solidarité avec ce dernier qu'il quitte le Pays en 1885 avant de rejoindre l'équipe de L'Autorité, le nouveau journal créé par Cassagnac l'année suivante.
Ayant quitté L’Autorité en 1888 à la suite d'un différend avec Cassagnac, il signe quelques chroniques pour le Gil Blas avant de prendre la direction de L’Ère nouvelle de Tarbes à l'époque des élections de 1889.

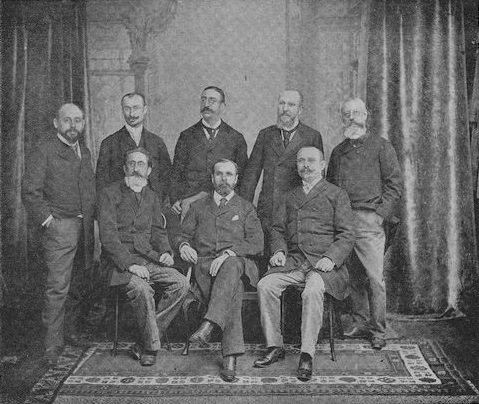
Rédaction de la Correspondance nationale en 1893. Rogat est debout à l'extrême-droite.

Au début des années 1890, Rogat entre au service de la presse royaliste, en collaborant au Moniteur universel et à la Correspondance nationale, organe de presse du comte de Paris destiné à alimenter les feuilles royalistes de province. Il devient également le rédacteur en chef de L'Alerte, un journal lancé le 15 juin 1893 sous l'inspiration d'Henri d'Orléans. Le passé bonapartiste de Rogat suscitant quelques réticences au sein des commanditaires de cette nouvelle feuille royaliste, ceux-ci décident de lui adjoindre un autre collaborateur du Moniteur et de la Correspondance nationale, Adrien Maggiolo. Or, faute d'un lectorat et d'un financement suffisants, l’Alerte cesse sa publication dès le mois de novembre.
L'expérience de cet échec va conduire Rogat à abandonner la cause monarchiste. Ainsi, dans une tribune publiée à la une du Matin du 21 juillet 1894 et intitulée « Un royaliste désabusé », il annonce se rallier « sans réserve » à la République. Il collabore ensuite au Journal, au Gil Blas et à La France, quotidien pour lequel il rédige plusieurs articles antidreyfusards en 1897.
Gravement malade, Albert Rogat doit interrompre à l'automne 1903 sa collaboration à une feuille républicaine du Berry dont il était le correspondant parisien. Soigné à l'hôpital Péan et opéré deux fois, il meurt le 26 décembre suivant à son domicile du no 69 de la rue des Entrepreneurs. Il appartenait à l'Association des journalistes parisiens.